# 拟绵斑蚜属
拟绵斑蚜属（学名：Phyllaphoides）也称拟叶蚜属，为蚜科的一个属。

## 物种
本属包括以下物种：
- 居竹拟叶蚜 Phyllaphoides bambusicola R.Takahashi, 1921